# د. موتو
د. موتو أو دكتور موتو (بالإنجليزية: Dr. Muto)‏ هي لعبة فيديو من نوع ألعاب المنصات، أُصدِرت ونُشِرت
من قِبَل شركة ميدواي للألعاب. أُطلقت اللعبة للبلاي ستيشن 2 والإكس بوكس في 19 نوفمبر، 2002 
تم إصدارها لجهاز نينتندو غيم كيوب في 17 ديسمبر، 2002 وغيم بوي أدفانس في 21 مارس، 2003

## وصلات خارجية
الموقع الرسمي